# 菲利普·季米特洛夫
菲利普·季米特洛夫·季米特洛夫（發音：[ˈfilip dimiˈtrɔf]；1955年3月31日—），保加利亚政治家，1991 - 1992年期间短暂担任保加利亚总理，第36届(1991 - 1994)、37届(1994 - 1997)和40届(2005 - 2007)国民议会议员和欧洲议会议员（2007年1月至2007年5月）。

## 生平
季米特洛夫生于索非亚，1973年毕业于索非亚第一英语中学，1977年获得索菲亚大学法律学位。他1979年和1990年在索非亚作为律师，从1989年开始担任保加利亚律师协会秘书。保加利亚媒体曾暗示他的办公室是共产主义时代秘密警察的藏身之处。他立即作出反应，否认他与秘密警察没有任何的联系。
作为民主力量联盟成员，季米特洛夫反对保加利亚共产党的继续统治。1990年他成国家协调委员会成员，12月任主席直至1994年12月。
1991年11月8日，保加利亚议会举行秘密投票，选举36岁的季米特洛夫为新总理，并批准他的组阁方案。在其任职期间(直到1992年底)，他的政府设法使新的民主机构工作，开始进行一系列雄心勃勃的民主政治和经济改革。在他的管理下，遵守人权成为一个不可撤销法律和伦理规范，之前的民族矛盾和虐待被淘汰。外交政策关注融入欧洲和西方。保加利亚是第一个承认马其顿的国家。他的政府允许自由市场体系，在半年内改变了大多数保加利亚人的城市。他坚持要大规模的归还国有化的政策。
1997年2月任民主力量联盟执行委员会委员，4月他被任命为保加利亚驻联合国大使，1998年8月-2002年1月任驻美国大使，1999年获授杜鲁门-里根总统自由勋章。
2004年任欧安会（CSCE）主席特使访问亚美尼亚和阿塞拜疆。自2002年以来季米特洛夫在保加利亚的美国大学教授政治科学，2003年作为一个访问学者在伍德罗·威尔逊中心授课。2008年7月他退出民主力量联盟，
季米特洛夫是马德里俱乐部的成员，俱乐部是一个独立的非盈利组织，由58个国家88个前总统和总理组成，俱乐部的目标是促进“民主供应”。2008 - 2009年任克里斯托弗新港大学客座教授。